# Pavel Macháček
Pavel Macháček (18 dicembre 1977) è un ex calciatore ceco, di ruolo difensore.

## Caratteristiche tecniche
È un terzino destro.

## Carriera

### Club
Vanta 50 presenze nella prima divisione ceca.